# Pramadea ovialis
Pramadea ovialis là một loài bướm đêm trong họ Crambidae.